# Edward B. Lewis
Edward B. Lewis, född 20 maj 1918 i Wilkes-Barre i Pennsylvania, död 21 juli 2004 i Pasadena i Kalifornien, var en amerikansk genetiker. Han mottog, tillsammans med Christiane Nüsslein-Volhard och Eric F. Wieschaus
Nobelpriset i fysiologi eller medicin 1995 "för deras upptäckter rörande den genetiska styrningen av embryots tidiga utveckling".
Genom experiment på bananflugor, Drosophila melanogaster upptäckte Nüsslein-Volhard och Wieschaus ett litet antal gener av stor betydelse för bestämmandet av en övergripande "ritning" för embryots utveckling och bildandet av kroppssegement.
Lewis undersökte vidare utvecklingen av enskilda kroppssegment till specialiserade organ. 
Lewis upptäckte att generna som styrde denna utveckling var placerade på kromosomen i samma ordning som ordningen mellan segmenten.
Först kom gener som styrde utvecklingen av huvudet, gener i mitten styrde utvecklingen av det mellersta segementet och de sista generna kontrollerade utformningen av "svans"-segmentet. Tillsammans har deras upptäckter haft stor betydelse för att förklara olika missbildningar vid den embryonala utvecklingen hos bland annat människan.
1991 tilldelades han Albert Lasker Basic Medical Research Award.